# Lucha en los Juegos Europeos
La lucha en los Juegos Europeos se realiza desde la primera edición. El evento es organizado por los Comités Olímpicos Europeos, junto con la federación United World Wrestling (UWW). 

## Ediciones
| N.º | Año  | Sede                 | Instalación         |
| --- | ---- | -------------------- | ------------------- |
| I   | 2015 | Bakú ( Azerbaiyán)   | Arena Heydər Əliyev |
| II  | 2019 | Minsk ( Bielorrusia) | Palacio de Deportes |
| —   | 2023 | Cracovia ( Polonia)  | No realizado        |

## Medallero
- Actualizado a Minsk 2019.

| Núm. | País        | Oro | Plata | Bronce | Total |
| ---- | ----------- | --- | ----- | ------ | ----- |
| 1    | Rusia       | 18  | 3     | 11     | 32    |
| 2    | Azerbaiyán  | 9   | 5     | 11     | 25    |
| 3    | Bielorrusia | 4   | 4     | 7      | 15    |
| 4    | Ucrania     | 3   | 6     | 6      | 15    |
| 5    | Turquía     | 2   | 2     | 9      | 13    |
| 6    | Hungría     | 2   | 2     | 2      | 6     |
| 7    | Suecia      | 2   | 0     | 1      | 3     |
| 8    | Armenia     | 1   | 2     | 0      | 3     |
| 9    | Letonia     | 1   | 0     | 1      | 2     |
| 10   | Georgia     | 0   | 6     | 6      | 12    |
| 11   | Polonia     | 0   | 3     | 3      | 6     |
| 12   | Alemania    | 0   | 2     | 5      | 7     |
| 12   | Bulgaria    | 0   | 2     | 5      | 7     |
| 14   | Serbia      | 0   | 2     | 1      | 3     |
| 15   | Moldavia    | 0   | 1     | 4      | 5     |
| 16   | Israel      | 0   | 1     | 0      | 1     |
| 16   | Italia      | 0   | 1     | 0      | 1     |
| 18   | Noruega     | 0   | 0     | 3      | 3     |
| 19   | Francia     | 0   | 0     | 2      | 2     |
| 19   | Estonia     | 0   | 0     | 2      | 2     |
| 21   | Croacia     | 0   | 0     | 1      | 1     |
| 21   | Eslovaquia  | 0   | 0     | 1      | 1     |
| 21   | España      | 0   | 0     | 1      | 1     |
| 21   | Rumania     | 0   | 0     | 1      | 1     |
| 21   | San Marino  | 0   | 0     | 1      | 1     |
|      | TOTAL       | 42  | 42    | 84     | 168   |